# 巴拉圭—乌克兰关系
巴拉圭－烏克蘭關係（西班牙語：Relaciones Paraguay-Ucrania）是指巴拉圭和乌克兰两国历史上与现代的双边外交关系。

## 历史

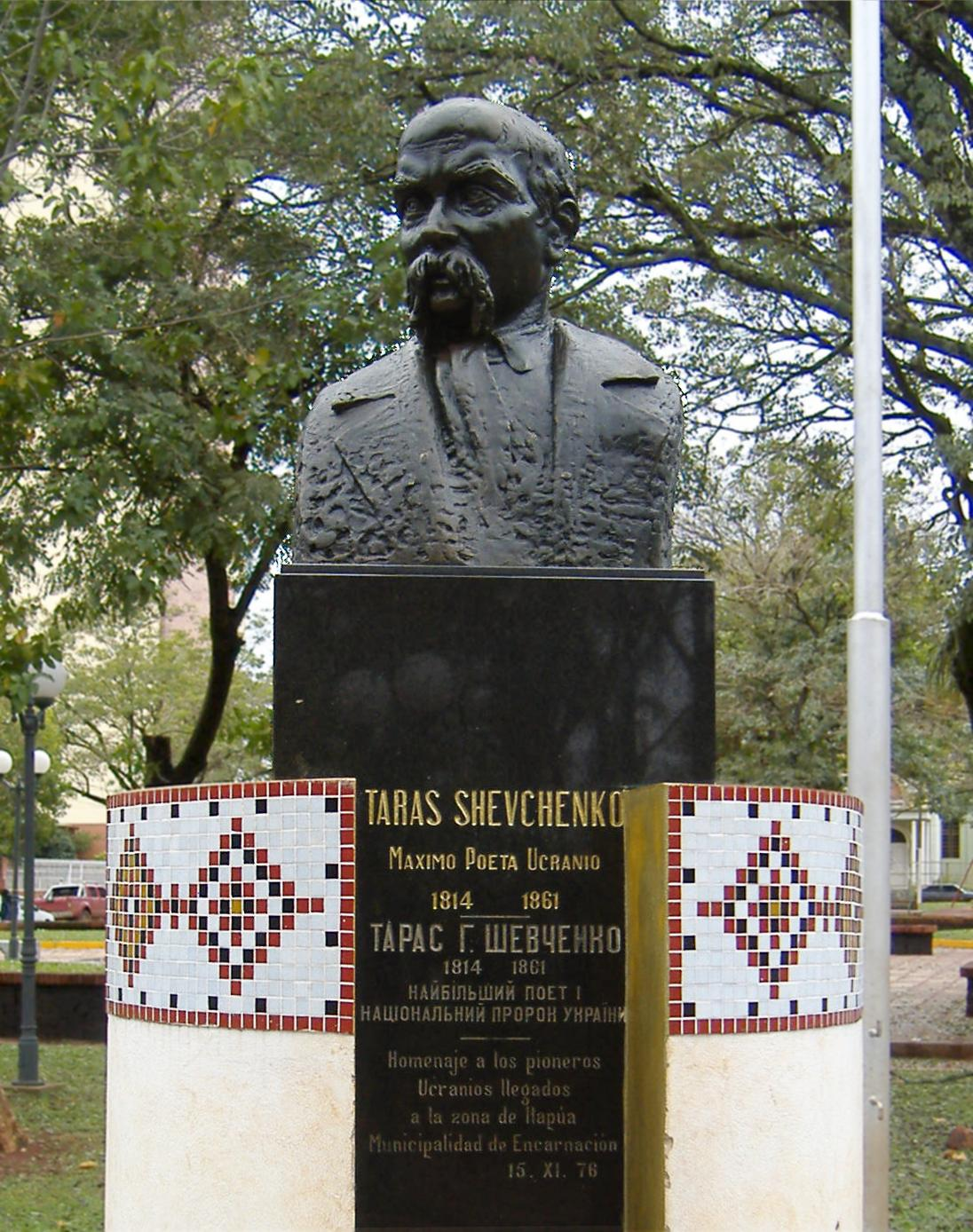
巴拉圭恩卡纳西翁市内的塔拉斯·格里戈里耶维奇·谢甫琴科雕像

在19世纪末即有乌克兰裔移民从沃里尼亞、加利西亚、波利西亞等地迁入南美洲的巴拉圭等国家，20世纪20年代起，乌克兰裔开始大规模移民至巴拉圭，他们主要定居在巴拉圭南部的伊塔普阿省，种植巴拉圭冬青、小麦、玉米等作物。20世纪40年代末，巴拉圭国内已经有乌克兰裔公民10,000人。他们的后裔仍然使用乌克兰语、信仰东正教。
1954年，斯特罗斯纳成为巴拉圭总统，在任期间，巴拉圭政府奉行反共主义，不与除南斯拉夫以外其余任何社会主义国家建立外交关系。受此政策的影响，巴拉圭在冷战期间也从未与苏联建立外交关系，因此，巴拉圭与从属于苏联的乌克兰苏维埃社会主义共和国交流甚少。
1991年8月24日，乌克兰脱离苏联独立。1993年2月26日，巴拉圭与乌克兰建立外交关系。目前两国暂时沒有在對方首都互設大使館。巴拉圭對烏克蘭的相關事務曾经由巴拉圭驻瑞士大使馆兼轄，直到该大使馆于2021年裁撤。巴拉圭也在基辅设有名誉领事。乌克兰对巴拉圭的相关事务则由乌克兰驻阿根廷大使馆兼辖。2024年，乌克兰政府决定在巴拉圭开设常驻大使馆。
2022年俄罗斯入侵乌克兰期间，巴拉圭外交部谴责了俄罗斯的入侵行为，並敦促俄羅斯“停止敵對行動，並再次要求有關各方恢復對話和談判以達成可接受和持久的解決方案。”

## 旅行与簽證

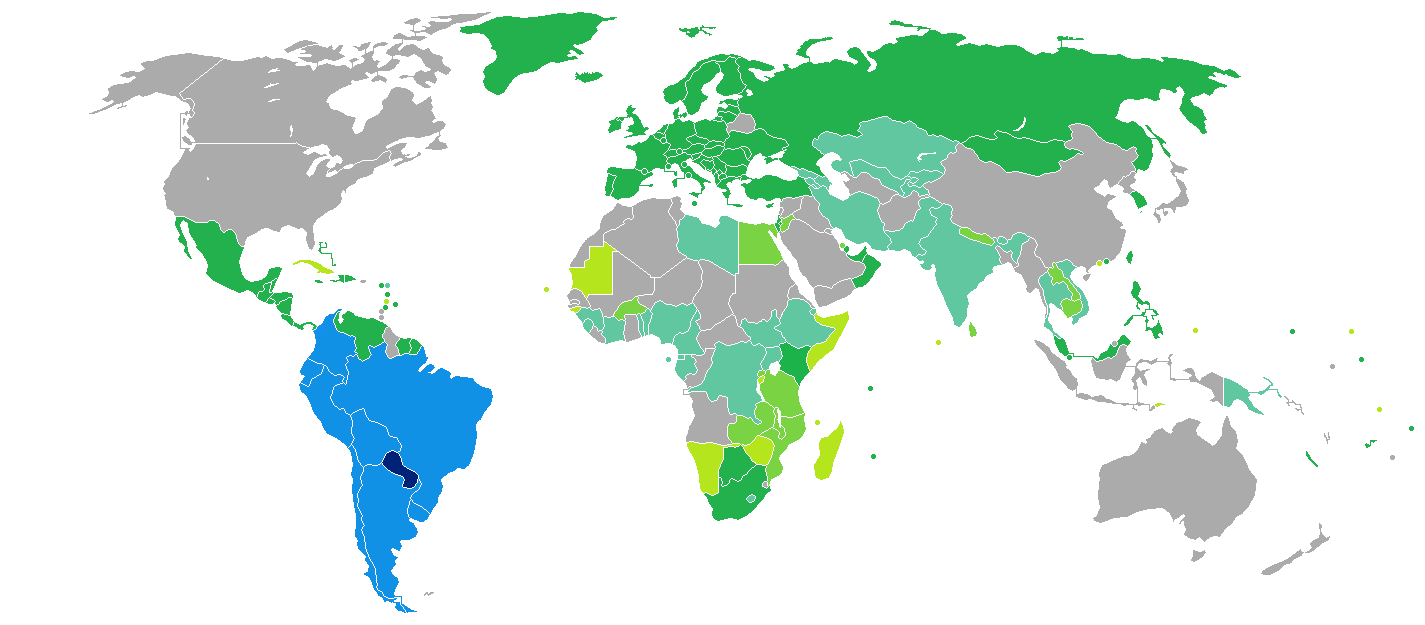
持巴拉圭護照的巴拉圭人口簽證要求分布圖：入境烏克蘭可以免簽證。

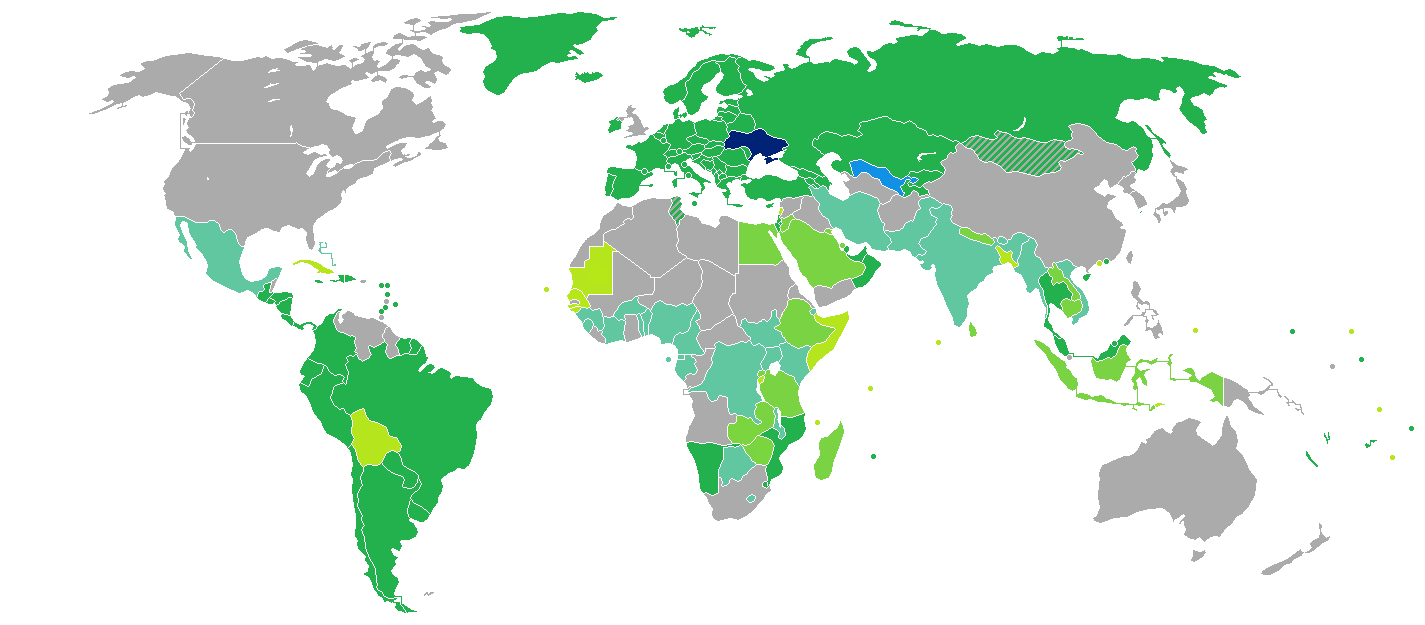
持烏克蘭護照的烏克蘭公民簽證要求分布圖：入境巴拉圭可以免簽證。

两国相互免签证，持巴拉圭護照的巴拉圭公民可以在任意180日內免簽證入境烏克蘭90日。持烏克蘭護照的烏克蘭公民也可以免簽證入境巴拉圭，並停留達90天。 